# أرماندو
أرماندو (بالإنجليزية: Armando)‏ هو منتج أسطوانات ودي جيه أمريكي، ولد في 12 فبراير 1970 في شيكاغو في الولايات المتحدة، وتوفي في 17 ديسمبر 1996.

## وصلات خارجية
- أرماندو على موقع ميوزك برينز (الإنجليزية)
- أرماندو على موقع أول ميوزيك (الإنجليزية)
- أرماندو على موقع ديسكوغز (الإنجليزية)